# Erick Avari
Erick Avari (Darjeeling, Bengala Occidental, 13 de abril de 1952), (nacido Nariman Erick Avari) es un actor indio-estadounidense cuyos papeles en producciones de ciencia ficción y acción incluyen Stargate (1994), Independence Day (1996) y La Momia (1999), así como el drama histórico The Chosen (2019).

## Biografía

### Infancia y Juventud
Erick Avari nació en la localidad india de Darjeeling (1952), en Bengala Occidental, en el seno de una familia parsi zoroastriana. Su padre, Erach Dinshaw Avari, regentaba dos cines: el Capital y el Rink. Estudió sus primeros años en la Escuela católica regentada por los Jesuitas de North Point (Darjeeling), a la que asistió como alumno externo. Posteriormente, estudió en el College of Charleston (Carolina del Sur).
Avari pertenece a la familia Avari-Madan de Darjeeling y Calcuta. Su tatarabuelo fue Jamshedji Framji Madan, uno de los pioneros del cine indio.

### Carrera
Avari es uno de los dos únicos actores, junto con Alexis Cruz, que aparecieron tanto en la película original de Stargate como en la serie de televisión Stargate SG-1 (tres episodios). Antes de llegar a Los Ángeles en 1991, su extensa trayectoria teatral le valió elogios de la crítica teatral de todo Estados Unidos, especialmente por su papel de Vásquez en Tis Pity She's a Whore, con Val Kilmer en el Teatro Público Joseph Papp, y como Sir Richard en la memorable producción de The Screens, del Teatro Guthrie.
En el videojuego Zork Grand Inquisitor, interpretó al Gran Inquisidor Mir Yannick, un dictador despiadado que actúa como el villano principal del juego. También apareció en The Librarian: Return to King Solomon's Mines (El mapa del rey Salomón).
A partir del otoño de 2006, se utilizaron una fotografía de Avari y una grabación de su voz en el papel de Chandra Suresh en Heroes. No apareció en pantalla hasta el episodio "Siete minutos para la medianoche", ya que su personaje es parte de la historia de fondo y había muerto antes de los eventos del piloto.
A lo largo de su carrera, Avari ha interpretado a representantes de más de veinticuatro etnias. Hasta noviembre de 2006, había aparecido en 33 largometrajes y más de setenta episodios de televisión.
Avari ha colaborado con Brent Spiner en tres producciones diferentes: Star Trek: La Nueva Generación (1987), Día de la Independencia (1996) y El Maestro del Disfraz (2002). Actuó junto a Richard Gere en un drama basado en hechos reales, Hachi: Un Cuento de Perros, donde interpretó a Jasjeet, un vendedor de perritos calientes indio. En 2001, interpretó a Tival en El Planeta de los Simios, de Tim Burton.
Avari tenía previsto repetir su papel de Kasuf en el final de la sexta temporada de Stargate SG-1, "Círculo Completo", pero no pudo hacerlo debido a su compromiso con Dragnet (2003).

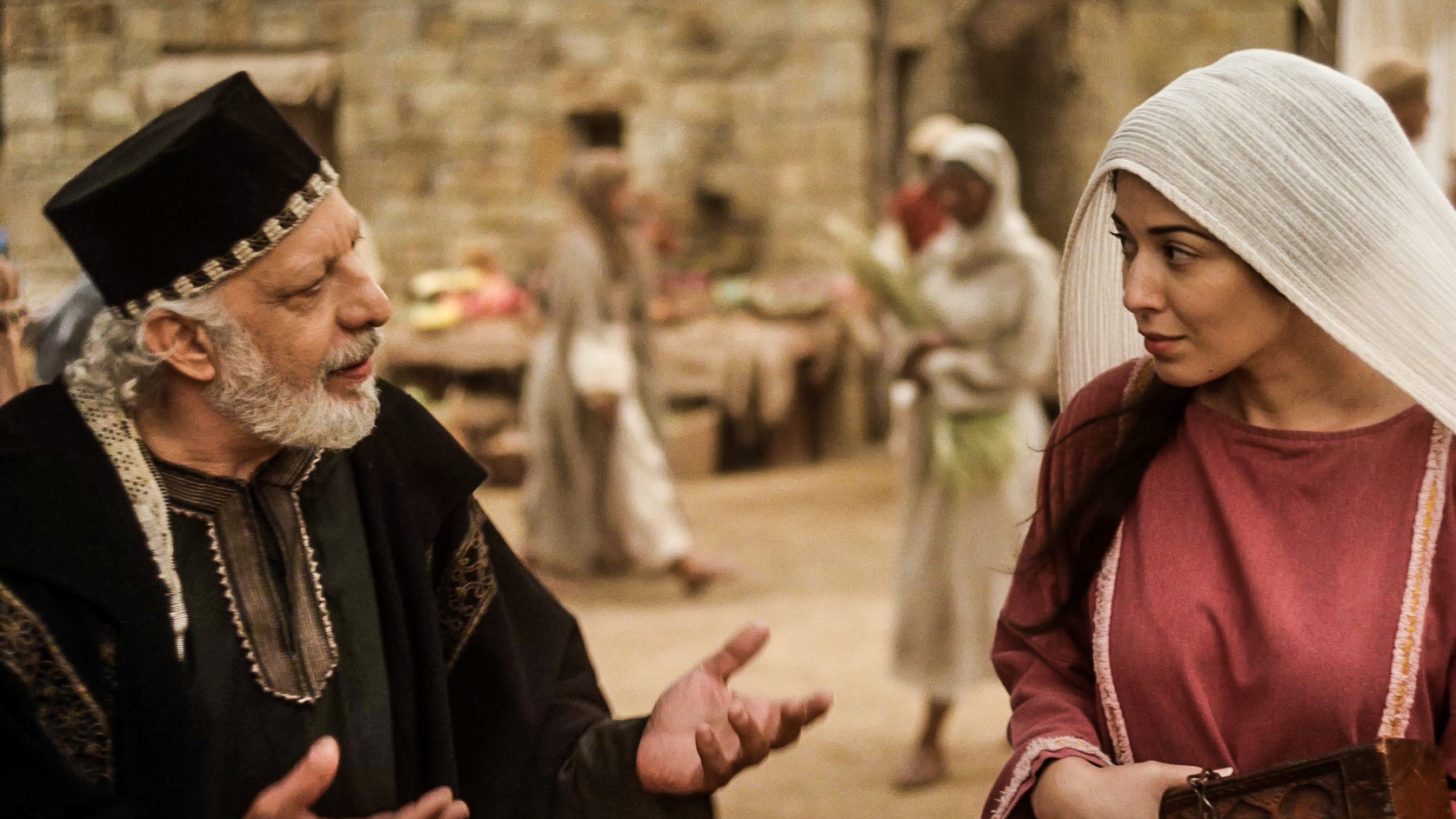
Erick Avari (Nicodemo) habla con Elizabeth Tabish (María Magdalena) en la serie The Chosen

En enero de 2009, interpretó a un vendedor de teléfonos móviles en Paul Blart: Mall Cop, y en octubre de 2009, fue elegido para interpretar a Omar en Days of Our Lives.
En 2014, Avari prestó su voz al Maestro Rahool en el videojuego de ciencia ficción Destiny, papel que repitió en una secuela.
En 2019, Avari interpretó a Nicodemo en la serie histórica de televisión The Chosen, basada en la vida de Jesús de Nazaret. En una entrevista de 2023, declaró que se consideraba retirado antes de la serie y que prácticamente lo había estado desde entonces, pero que podría tener un proyecto no especificado en marcha.